# Cytisus supranubius
Cytisus supranubius är en ärtväxtart som först beskrevs av Carl von Linné d.y., och fick sitt nu gällande namn av Carl Ernst Otto Kuntze. Cytisus supranubius ingår i släktet kvastginster, och familjen ärtväxter. Inga underarter finns listade i Catalogue of Life.

## Bildgalleri

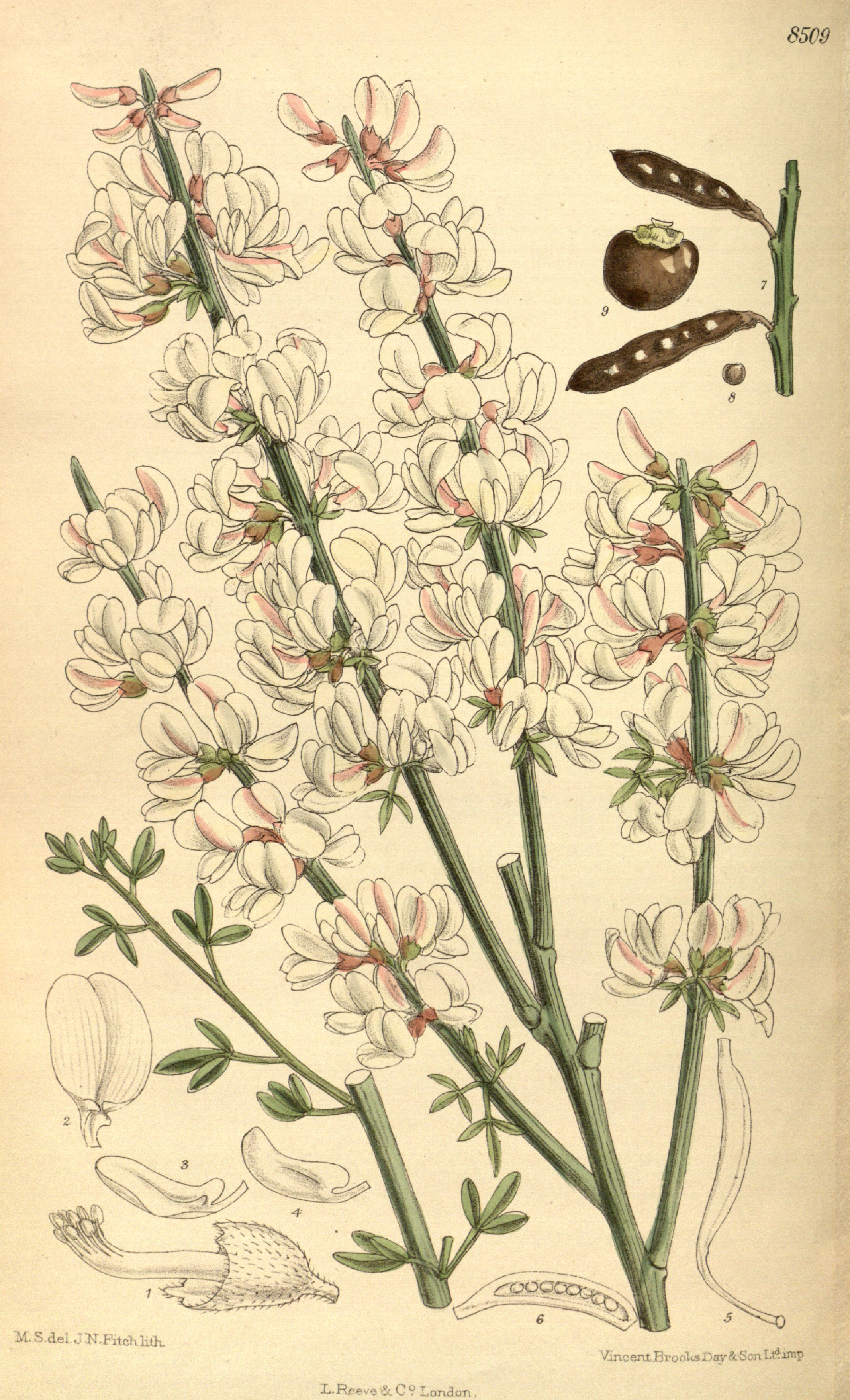
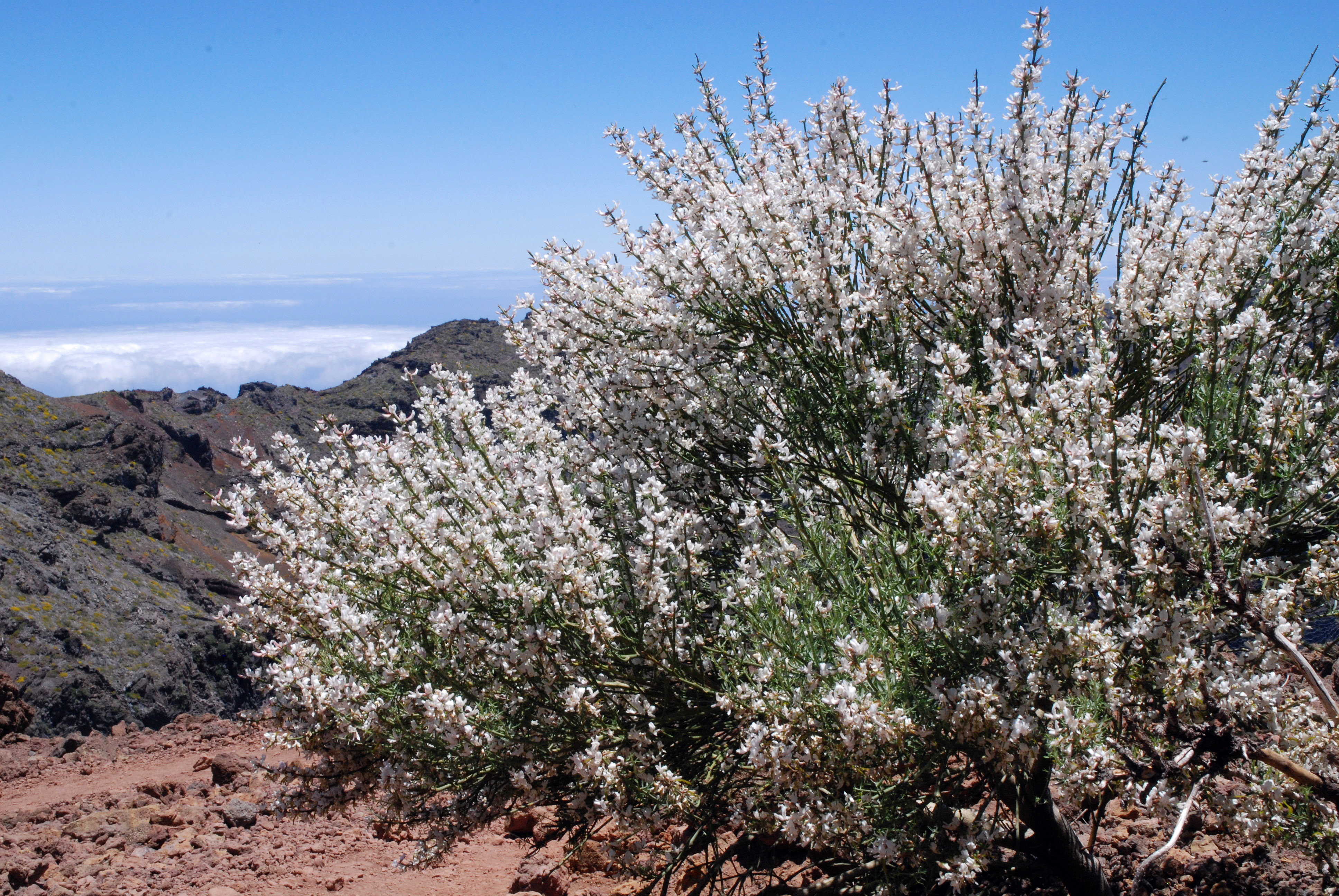
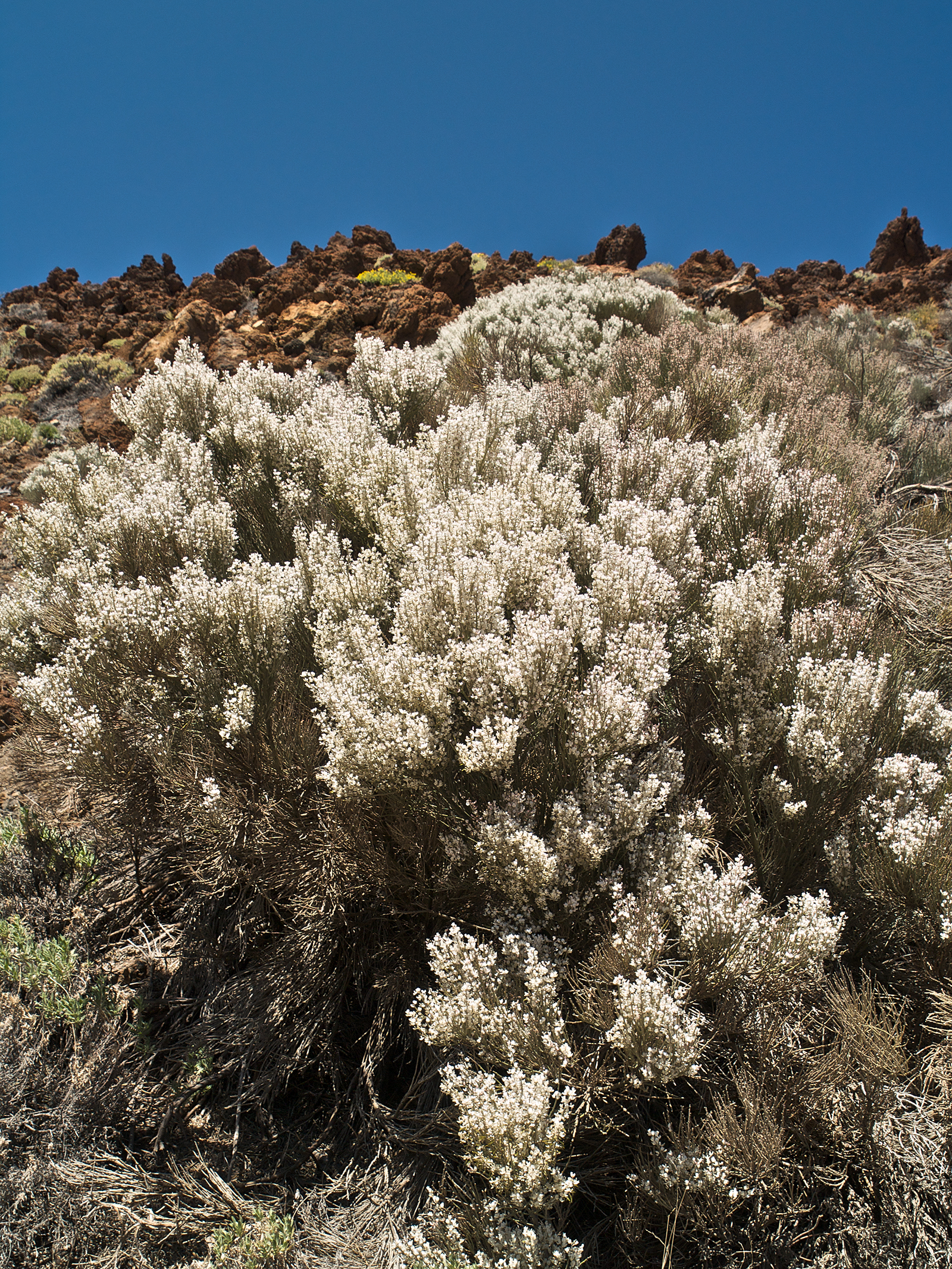